# Ensemble Dramsam
Ensemble Dramsam è un ensemble musicale vocale e strumentale, specializzato nell'esecuzione di musica antica. Il nome Dramsam è un toponimo latino appartenuto ad un antico villaggio del Carso.

## Organico
- Alessandra Cossi - canto, symphonia, campane, percussioni
- Fabio Accurso - liuto, Arciliuto, flauto dolce
- Gianpaolo Capuzzo - flauti diritti
- Giuseppe Paolo Cecere - canto, viella, salterio, ghironda, viola da gamba
- Nicoletta Sanzin - arpa gotica e rinascimentale

## Discografia
- 2004, Canzonetta mia gentile, Quadrivium